# Cheliderpeton
Chelidosaurus vrayni
Genre
Espèce
Cheliderpeton (souvent mal orthographié Chelyderpeton) est un genre fossile d'amphibien temnospondyle. Selon Paleobiology Database, en 2022, ce genre a deux espèces référencées Cheliderpeton lellbachae et Cheliderpeton vranyi, et Cheliderpeton vranyi est l'espèce type.

## Présentation
Il vivait au début du Permien dans ce qui est aujourd'hui l'Europe. Des fossiles ont été trouvés dans l'horizon Ruprechtice du bassin intrasudétique de Bohême en République tchèque, ainsi que dans le bassin Sarre-Nahe du sud-ouest de l'Allemagne. Cheliderpeton avait un crâne de 16 cm et atteignait environ 65 cm de long.

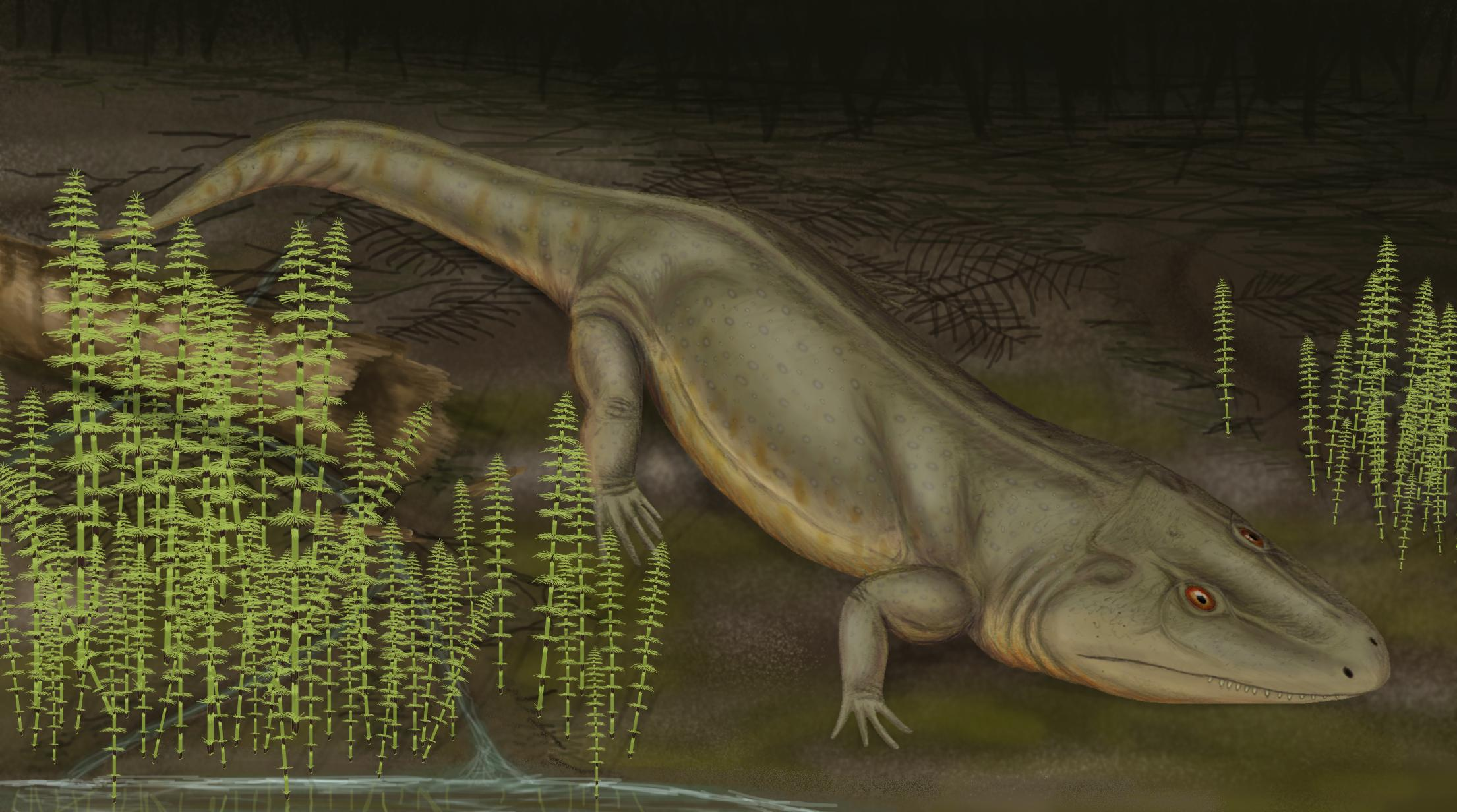
Reconstitution du Cheliderpeton vranyi

### Espèce type: Cheliderpeton vranyi
L'espèce type du Cheliderpeton est Chelidosaurus vranyi, nommée en 1877 par le paléontologue tchèque Anton Fritsch (1832-1913) et trouvée en République tchèque. Le nom générique préoccupé, faisant référence à l'armure du tronc des tortues, a d'abord été changé en Chelydosaurus en 1885 et finalement en Cheliderpeton en 1887. 

### Cheliderpeton latirostre: Glanochthon latirostris Jordan 1849
Une deuxième espèce nommée C. latirostre a été décrite en 1993 par J. A. Boy d'Allemagne, après avoir été attribué au genre Archegosaurus. Il diffère du type en ayant une région préorbitaire moins étendue du crâne, une région de joue plus large et une pointe de museau moins ronde et présentant des projections latérales. Actuellement, les deux espèces sont les seules connues à appartenir au genre Cheliderpeton, bien qu'il y en ait eu d'autres dans le passé qui sont maintenant considérées comme synonymes des espèces connues. Actinodon germanicus, a été décrit par O. Kuhn en 1939 sur la base d'un spécimen trouvé en République tchèque, à l'époque où l'Allemagne occupait la Bohême, d'où le nom spécifique. On sait maintenant qu'il s'agit d'un individu exceptionnellement grand de C. vranyi, probablement à un stade tardif du développement ontogénique.

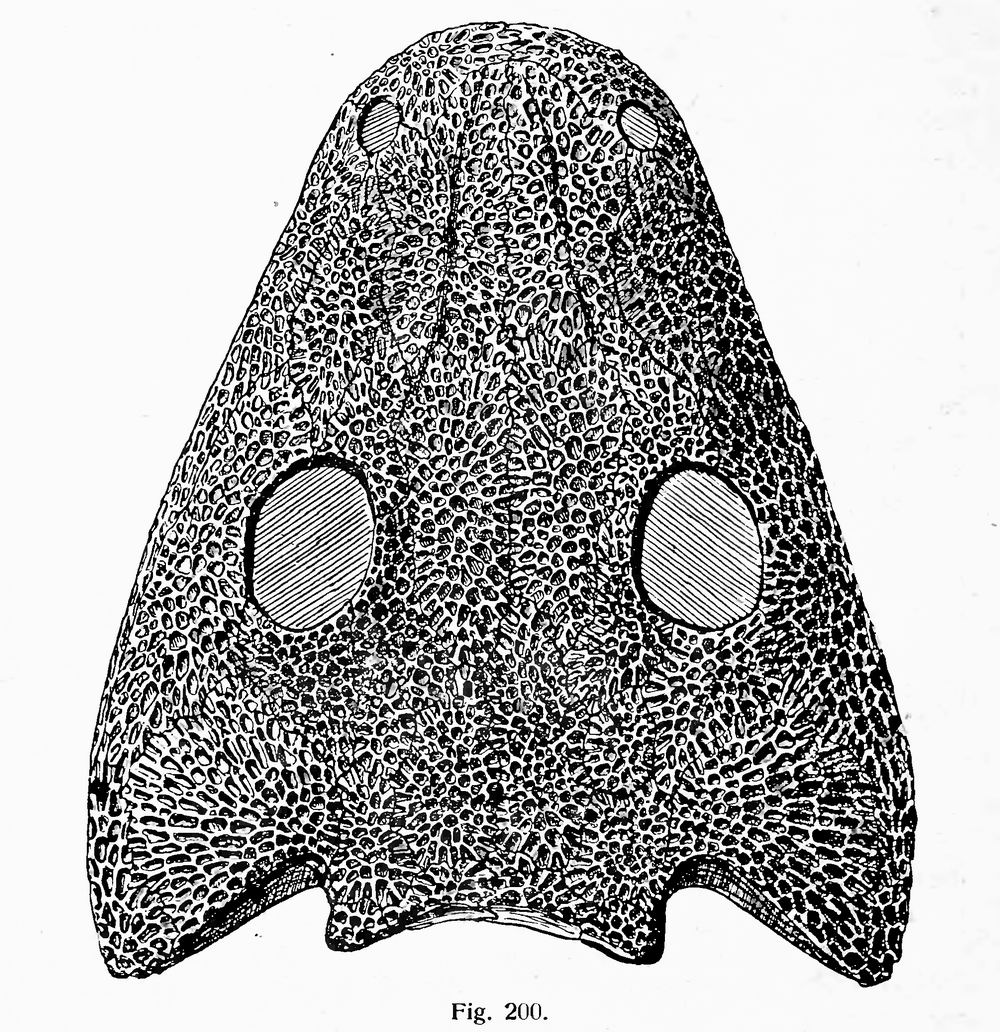
Crâne de Cheliderpeton

Il a été suggéré que C. latirostre pourrait appartenir à un genre distinct, soit à Archegosaurus, soit à son propre taxon distinct, en raison de plusieurs différences entre lui et l'espèce type. Ces différences incluent le contour concave du toit du crâne, le museau élargi observé chez les individus adultes (similaire à Archegosaurus decheni) et un contact nasal-maxillaire au stade adulte. En 2009, C. latirostre a été placé dans son propre genre, Glanochthon.

### Affinités
Cheliderpeton est étroitement lié au genre Intasuchus de la région nord pré-Oural de la Russie. Les deux partagent des similitudes dans la forme du crâne, ainsi qu'une branche dorsale courte et élargie de l'ilium et une suture prémaxillaire-maxillaire antérieure à la choane. Des fossiles de temnospondyles d'apparence similaire au genre Cheliderpeton ont été trouvés dans le bassin d'Autun et le bassin de Bourbon-l'Archambault en France,.

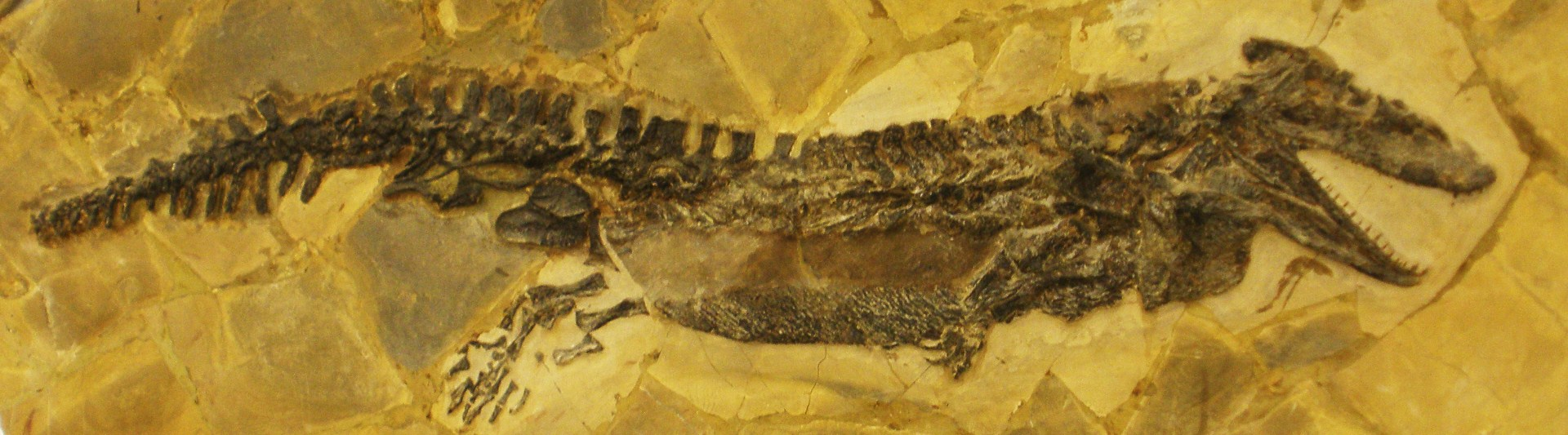
Fossile de Cheliderpeton

Cheliderpeton peut être un membre de la famille Archegosauridae ou de la famille Intasuchidae. La famille Archegosauridae appartient à la superfamille Archegosauroidea, mais on ne sait pas si Intasuchus, l'espèce type des Intasuchidae, appartient au genre Archegosauroidea ou à la famille Eryopidae, au sein de la superfamille Eryopoidea. Ainsi, il n'est pas certain que Cheliderpeton soit un éryopoïde (et peut-être plus spécifiquement un éryopide) ou un archégosauroïde. Cheliderpeton avait auparavant été placé dans la famille des Actinodontidae avec Actinodon, Syndyodosuchus et Sclerocephalus, mais comme Actinodon, le genre type de la famille, est un synonyme junior de l'éryopide Onchiodon, la famille est maintenant considérée comme polyphylétique.